# Håpoldøyna
Håpoldøyna est une île norvégienne du comté de Hordaland appartenant administrativement à Herdla.

## Description
Rocheuse et couverte d'une légère végétation, elle s'étend sur environ 474 m de longueur pour une largeur approximative de 193 m. Reliée par un pont, elle comporte une dizaine d'habitations. Sa pointe nord est une étroite falaise d'une quarantaine de mètres de largeur. 